# Pasko-Lelleri
Pasko-Lelleri är en ö i Finland. Den ligger i Finska viken och i kommunen Kotka i den ekonomiska regionen  Kotka-Fredrikshamn i landskapet Kymmenedalen, i den södra delen av landet. Ön ligger nära Kotka och omkring 110 kilometer öster om Helsingfors.
Öns area är 1,8 hektar och dess största längd är 230 meter i sydöst-nordvästlig riktning.